# Juan de Molina y Entrena
Juan de Molina y Entrena (1579 - 1652) fue un fraile español al que se le atribuyen curaciones y otros actos milagrosos.
Juan de Molina y Entrena perteneció a la Orden de Nuestra Señora de la Merced del siglo XVI que luchó por la libertad de cautivos y alcanzó fama en su época por las curaciones milagrosas y los exorcismos que supuestamente realizaba, llegando a predecir públicamente la muerte de algunas personas y la suya propia.

## Biografía
Fray Juan de Molina y Entrena nació en Carenas, comarca de Calatayud en la provincia de Zaragoza, en octubre del año 1579, hijo de Juan de Molina y de Isabel Entrena, según confirma el libro de la Cofradía de San Pedro Mártir, de Zaragoza, siendo bautizado en la iglesia parroquial de Carenas el 28 de octubre de 1579.
Sus primeros estudios de gramática y lengua latina, los realizó en la ciudad de Calatayud, con notable puntuación  
El 17 de octubre de 1596, con 17 años de edad, ingresó como novicio, en la Orden de Nuestra Señora de la Merced (Orden de la Merced) de esa misma ciudad; hizo los votos de la Orden en octubre del siguiente año. Allí «enseñó con lucimiento las Artes y Teología y obtuvo su Magisterio». En efecto, comenzó los estudios de Artes y Teología, con un aprovechamiento tal que después fue maestro en ambas facultades, con el grado de Justicia. 
En 1619 fue nombrado Comendador del convento de Calatayud. En 1622 se le concedió la Encomienda de Zaragoza. En 1625 fue reelegido Comendador del Real Convento de San Lázaro de Zaragoza. En 1628 fue nombrado Definidor provincial y Redentor de Aragón y Navarra y después Visitador de la Provincia de Andalucía.
En 1633 embarcó rumbo a Túnez para comprar la liberación de cautivos, representando al Reino de Aragón, junto con Fray Gaspar Castellón, representando al Principado de Cataluña, consiguiendo la libertad de 113 prisioneros. De vuelta de esta expedición, fue nombrado Comendador de Pamplona y al siguiente año (1637) fue nombrado Provincial. 
En 1639 realizó otra expedición, esta vez a Argel, acompañado en esta ocasión, por Fray Miguel Miralles, del Reino de Valencia, regresando con 114 esclavos que liberó con su propio dinero. En 1644 el rey Felipe IV de España, junto con su confesor Fray Juan de Santo Tomás, en su visita a Zaragoza le propone la Mitra de Toledo, en aquellos tiempos la más importante de España, pero Fray Juan de Molina la rechazó por los graves problemas auditivos que padecía
Adquirió fama de santidad y su popularidad fue creciendo ante las versiones de sus curaciones milagrosas y los exorcismos que realizaba. Según las crónicas, predijo al gobernador de Aragón y conde de Aranda Pedro Pablo Fernández de Heredia Ximénez, quien después de dos matrimonios no había tenido sucesión, que tendría descendencia, lo que se cumplió y vaticinó el momento de la muerte de la condesa de Aranda Luisa de Padilla, que en aquel momento se encontraba en la cercana población de Épila. 
En el convento de San Lázaro, donde residía, construyó con limosnas la capilla del Cristo Ecce Homo, según carta manuscrita, pidiendo ayudas, entregada a Fray Agustín Genzor, natural también, de la Villa de Carenas, como igualmente era de esta población, otro compañero del Real Monasterio, Fray Francisco Higueras, que tomó el hábito en junio del 1642. 
Fray Juan de Molina predijo a su compañero Fray Pedro Prieto la hora exacta de su propia muerte, acaecida en ese convento el 20 de diciembre de 1652, a la una de la noche, a los 73 años de edad. Fue enterrado inicialmente «en el Panteón de los Ilustrísimos Patrones de su Templo y en este lance llegó á manifestarse el amor y aprecio de que se había hecho acreedor» para ser luego trasladados sus restos a la capilla del Cristo Ecce Homo.
Escribió una Relación completa de su primera Redención de Cautivos que trabajó de orden del Reverendísimo P. General de su Religión el P. Fray Marcos de Salmerón y Sucesos de su segunda Redenciónn de Cautivos de orden del dicho Maestre General.
Una leyenda dice que dejó en su testamento un Santo Crucifijo a la ermita de Santa Ana de Carenas, que la veneración popular le llama "el Cristo de la Langosta".